# Herbert Rasenberger
Herbert Rasenberger (* 13. April 1932 in Schönebeck (Elbe); † 5. April 2019) war ein deutscher Heimatforscher und Autor.

## Leben
Rasenberger erreichte die Mittlere Reife und begann dann 1948 eine Lehre als Großhandelsdrogist und besuchte die Drogistenfachschule in Magdeburg. 1951 schloss er die Lehre als Drogist ab. Es folgte der Besuch einer Pharmazieschule in Leipzig, wo er 1952 den Abschluss als Apothekenassistent erreichte. Von 1952 bis 1959 war er als Apothekenassistent in Magdeburger Apotheken tätig.
Ab 1960 schloss sich dann eine Arbeit als Chemiefacharbeiter im Magdeburger Chemiewerk Fahlberg-List an. Er wurde Brigadier in der Saccharinherstellung. Parallel zu seiner Berufstätigkeit absolvierte er ab 1960 ein Abendstudium an der Fachschule für Chemie „Justus von Liebig“. 1966 schloss er das Studium als Chemieingenieur mit der Fachrichtung Technologie ab. Bis 1991 blieb er in verschiedenen Abteilungen bei Fahlberg-List tätig. 1991 ging er im Zuge der Abwicklung des Betriebes in den Vorruhestand.
Bereits seit 1984 beschäftigte er sich mit der Geschichte des traditionsreichen Unternehmens Fahlberg-List. Im Jahr 2009 veröffentlichte er ein Buch zur Unternehmensgeschichte. In weiteren Veröffentlichungen beschäftigte er sich mit der Geschichte der Stadt Magdeburg und ihrer Stadtteile.

## Werke
- Physiologische Eigenschaften von Glycolysemutanten von Saccharomyces cerevisiae. 1979.
- Magdeburg-Neustadt. Wartberg-Verlag, Gudensberg-Gleichen 2000.
- Alt-Magdeburg. Wartberg-Verlag, Gudensberg-Gleichen 2001.
- Erinnerungen an Magdeburg. Wartberg-Verlag, Gudensberg-Gleichen 2001.
- Meene Machteburjer Kindheit – von Kriech, de Kinderlandvorschickung und vonne Zeit doardoarnach. Verlag Delta-D, Magdeburg 2005.
- Vom süßen Anfang bis zum bitteren Ende; Fahlberg-List in Magdeburg – mehr als eine Betriebsgeschichte. dr. ziethen Verlag, Oschersleben 2009, ISBN 978-3-938380-06-2.